# Championnat du Maroc de football 1922-1923
Navigation
Édition précédente Édition suivante
Le championnat du Maroc de football 1922-1923 est la 1er édition du championnat du Maroc organisée par la Ligue du Maroc de Football Association.
L'Olympique marocain remporte le titre, en remportant le match de la rencontre finale face au Racing Club du Maroc sur le score de deux buts à un.

## Participants
- Championnats :
  - Nord : Meknès-Sports
  - Centre : Olympique Marocain
  - Chaouïa : Racing CM
  - Sud : AS Marrakech

## Demi-finales
| Date         | Équipe 1           | Résultat | Équipe 2      | Lieu       |
| ------------ | ------------------ | -------- | ------------- | ---------- |
| 11 mars 1923 | Racing CM          | bat      | AS Marrakech  | Casablanca |
| 11 mars 1923 | Olympique Marocain | bat      | Meknès-Sports | Rabat      |

Les demi-finales ont lieu le 11 mars 1923, et opposent à Casablanca, le RCM à l'ASM, et à Rabat, l'OM à MS. Les équipes qualifiées sont les leaders des championnats des ligues régionaux respectives, qui sont au nombre de quatre. 
Le Racing Club Marocain et l'Olympique Marocain s'imposent face à leurs adversaires respectifs et se retrouvent donc en finale.

## Finale
| Date         | Équipe 1           | Résultat | Équipe 2             | Lieu  |
| ------------ | ------------------ | -------- | -------------------- | ----- |
| 25 mars 1923 | Olympique Marocain | 2 - 1    | Racing Club Marocain | Rabat |

La finale du championnat du Maroc a lieu le 25 mars 1923, à Rabat. Le vainqueur de celle-ci est sacré champion du Maroc. L'OM remporte finalement le championnat, en battant le RCM sur le score de 2 buts à 1, et remporte son troisième titre après ses deux anciens championnats organisés par la Fédération Marocaine des Sports Athlétiques (FMSA), avant la création de la Ligue du Maroc de Football Association (LMFA).